# ショー・アップ・ショー -ビート・ラプソディー-
グランド・ショー『ショー・アップ・ショー』-ビート・ラプソディー-は宝塚歌劇団によって制作された舞台。花組。22場。作・演出は草野旦。併演作品は『遙かなる旅路の果てに』。

## 公演期間と公演場所
- 1987年2月13日 - 3月24日　宝塚大劇場[1]
- 1987年6月4日 - 6月30日　東京宝塚劇場[2]

## 解説
※宝塚100年史の宝塚大劇場公演を参考にした。
ショーをよりショーアップするために"ビート"をテーマにした、理屈抜きに楽しく作られたショー。"ルート66"の曲に乗せて燕尾服のダンサーが踊るフィナーレナンバーが逸材で、男役の美学をみせた。

## スタッフ
※氏名の後ろに「宝塚」「東京」の文字がなければ両劇場共通。
- 作曲・編曲：寺田瀧雄・高橋城
- 音楽指揮：岡田良機（宝塚）、北沢達雄（東京）
- 振付：羽山紀代美・山田卓・名倉加代子・謝珠栄
- 装置：大橋泰弘
- 衣装：任田幾英
- 照明：今井直次
- 小道具：万波一重
- 効果：紙田明
- 音響監督：松永浩志
- 演出補：三木章雄
- 演出助手：日比野桃子
- 制作：田中拓助
- 製作担当：横山美次（東京）

## 主な配役
※宝塚・東京共通。
- ショーマンS、ドラマー、ドリームボーイ、シンガーS - 高汐巴
- ショーマンS、蝶々、ドリームボーイ、ミュージシャン、ダンサー、シンガー - 大浦みずき
- ショーガール、貴婦人、シンガー、ダンサー、レディ - 秋篠美帆
- エンターティナー、シンガー、ドリームボーイ、ビートA、ダンサー - 朝香じゅん
- ショーマン - 宝純子
- ダンサー - 真汐ちなみ
- ドリーム・ガール - 月丘千景
- ショーマン、蝶々、ビートキッドA - 瀬川佳英
- ショーガール、シンガー、ガール、ダンサー - ひびき美都
- ショーマン、シンガー、ビードキッドA - 幸和希
- ダンサー、ギャル - 御織ゆみ乃
- シンガー、ガール - 梢真奈美
- ショーマン、エンターティナー女、ビードキッドA - 安寿ミラ・真矢みき
- ガール、ギャル - 水原環
- ショーマン、ビードキッド - 友麻夏希
- ビードキッド - 真琴つばさ